# Кубок Фарерських островів з футболу 2008
Кубок Фарерських островів з футболу 2008 — 54-й розіграш кубкового футбольного турніру на Фарерських островах. Титул вдруге поспіль здобув клуб ЕБ/Стреймур.

## Календар
| Раунд            | Дата                     | Матчі | Клуби   |
| ---------------- | ------------------------ | ----- | ------- |
| Попередній раунд | 15 березня 2008          | 2     | 18 → 16 |
| 1/8 фіналу       | 20-22 березня 2008       | 8     | 16 → 8  |
| 1/4 фіналу       | 2 квітня 2008            | 4     | 8 → 4   |
| 1/2 фіналу       | 16 квітня/12 травня 2008 | 4     | 4 → 2   |
| Фінал            | 14 червня 2008           | 1     | 2 → 1   |

## Попередній раунд
| Команда 1        | Рахунок | Команда 2    |
| ---------------- | ------- | ------------ |
| 15 березня 2008  |         |              |
| Фрам (3)         | 3:0     | Ундрід (4)   |
| НІФ Ноульсой (4) | 2:3 дч  | Мідвагур (3) |

## 1/8 фіналу
| Команда 1       | Рахунок      | Команда 2    |
| --------------- | ------------ | ------------ |
| 20 березня 2008 |              |              |
| ВБ/Сумба (2)    | 1:2 дч       | АБ Аргир (2) |
| ЕБ/Стреймур     | 1:0          | НСІ Рунавік  |
| Творойрі (2)    | 6:1 дч       | Мідвагур (3) |
| 07 Вестур (2)   | 1:1 пен. 5:3 | Вікінгур     |
| Б71 Сандур (2)  | 2:1 дч       | Б68 Тофтір   |
| 22 березня 2008 |              |              |
| Фрам (3)        | 1:4          | Клаксвік     |
| Фуглафйордур    | 2:3          | ГБ Торсгавн  |
| Б36 Торсгавн    | 1:0          | Скала        |

## 1/4 фіналу
| Команда 1      | Рахунок      | Команда 2    |
| -------------- | ------------ | ------------ |
| 2 квітня 2008  |              |              |
| ГБ Торсгавн    | 5:1          | Творойрі (2) |
| ЕБ/Стреймур    | 2:0          | Клаксвік     |
| 07 Вестур (2)  | 2:2 пен. 3:5 | Б36 Торсгавн |
| Б71 Сандур (2) | 4:0          | АБ Аргир (2) |

## 1/2 фіналу
| Команда 1                | Заг. | Команда 2   | 1-й матч | 2-й матч |
| ------------------------ | ---- | ----------- | -------- | -------- |
| 16 квітня/12 травня 2008 |      |             |          |          |
| Б71 Сандур (2)           | 2:3  | ЕБ/Стреймур | 1:1      | 1:2      |
| Б36 Торсгавн             | 2:1  | ГБ Торсгавн | 0:0      | 2:1      |

## Фінал
| 14 червня 2008 19:15 (EEST) |

| ЕБ/Стреймур                          | 3:2      | Б36 Торсгавн             |
| ------------------------------------ | -------- | ------------------------ |
| А.Гансен 10', 76' Г.П.Самуельсен 19' | Протокол | Мідйорд 38' Потемкін 79' |

| «Гундадалур», Торсгавн Глядачів: 800 Арбітр: Петур Райнерт |